# Crucifixión Mond
La Crucifixión Mond (en italiano Crocefissione Mond) o Crucifixión Gavari es una pintura del artista del Alto Renacimiento italiano Rafael Sanzio, que data de los años 1502-1503. Es una pintura al óleo sobre tabla de álamo con unas dimensiones de 283,3 centímetros de alto y 167,3 cm de ancho. Se conserva en la National Gallery de Londres, Reino Unido, pinacoteca a la que fue donada por Ludwig Mond.
Es una de sus primeras obras, y está influida por Perugino. Originariamente era un retablo en la iglesia de San Domenico en Castello, cerca de la ciudad natal de Rafael, Urbino. En origen tenía una predela con El milagro de san Eusebio de Cremona, también pintado por Rafael, y que ahora se conserva en el Museu Nacional de Arte Antiga de Lisboa.
La pintura muestra a Cristo en la cruz, con dos ángeles que recogen la sangre que cae en cálices. Cuatro figuras dolientes observan la crucifixión. A la derecha de Cristo se arrodilla María Magdalena, con Juan el Evangelista de pie tras ella. A su izquierda está la Virgen María, y San Jerónimo, a quien se dedica este altar, está arrodillado. Al pie de la cruz, «RAPHAEL/ VRBIN / AS /.P.[INXIT]» («Rafael de Urbino pintó esto») está escrito en letras plateadas.
Debe subrayarse que la gracia compositiva del cuadro pone a Cristo enteramente en el cielo, casi para subrayar su ascensión. Sobre el fondo se entrevé una ciudad, probablemente Florencia.
Rafael utilizó diversos aglutinadores para el color: aceite de nuez para el cielo y aceite de linaza para los colores oscuros; mientras el primero amarillea con el tiempo, el segundo tiende a oscurecerse.